# Vratišinec
Vratišinec är en ort i Kroatien.   Den ligger i länet Međimurje, i den nordöstra delen av landet, 80 km nordost om huvudstaden Zagreb. Vratišinec ligger 180 meter över havet och antalet invånare är 1 531.
Terrängen runt Vratišinec är platt. Runt Vratišinec är det mycket tätbefolkat, med 1 135 invånare per kvadratkilometer. Närmaste större samhälle är Mursko Središće, 3,7 km norr om Vratišinec. Trakten runt Vratišinec består till största delen av jordbruksmark.